# Abin Sur (cómic)
Abin Sur es un personaje ficticio y un difunto superhéroe del universo DC. Él apareció por primera vez en Showcase #22 (septiembre-octubre de 1959). Él era un miembro de los Green Lantern Corps y es conocido como el predecesor del Linterna Verde Hal Jordan, quien fue elegido por el anillo de poder de Abin Sur como su reemplazo. En la continuidad Post-Crisis Infinita, se reveló como el cuñado de Sinestro y el tío de su hija, Soranik Natu.

## Historia del personaje
Originalmente un profesor de historia del planeta Ungara, Abin Sur es nombrado Linterna Verde del Sector Espacial 2814, a mediados de la década de 1860. Desde niño, él se convirtió en el mejor amigo de Ruch Ehr y más tarde, por asociación, Munni Jah. Los dos eran una pareja y Abin amaba en secreto a Munni, pero nunca habló abiertamente de ello.
Reclutado por el Linterna Verde conocido como Starkaor, él es conocido por haber venido a la Tierra en varias ocasiones. En el Viejo Oeste americano, él hace equipo con un antepasado de Hal Jordan para combatir a un alienígena llamado Traidor (quien fue el responsable de la muerte de Starkaor). Abin luego empuñaría el anillo de Starkaor después de la muerte de su mentor. En 1873, mientras está gravemente herido, recluta al representante de la ley Daniel Young para que sea un Linterna Verde temporal. Durante la Segunda Guerra Mundial, él se encuentra con Starman y Bulletman cuando los tres luchan contra un ser extraterrestre bajo el control del Sr. Mente. En una visita posterior, el poder de su anillo es neutralizado por el enemigo que está rastreando. Él descubre las formas inconscientes de Alan Scott y Jay Garrick, y toma prestado el anillo ligeramente diferente de Scott. Él lo utiliza contra su adversario, aprovechando la eficacia del anillo contra el color amarillo. Él también visita la Tierra en algún momento entre las Edades de Oro y Plata, cuando se encuentra con el Detective Marciano. En un momento, Abin Sur encarcela al malvado mago Myrhydden dentro de su propio anillo, privándolo de la voz necesaria para lanzar sus hechizos. Más tarde, lo envían a recuperar al gánster más infame de la Tierra, Al Magone, cuya maldad lo había llamado la atención de los Guardianes. Abin Sur encarceló a Magone en un planeta prisión donde el tiempo no pasaba, una acción que tendría repercusiones en todo el Cuerpo en las próximas décadas.

### Accidente y muerte
Cuando patrullaba, él es atacado y perseguido por el ser conocido como Legión durante su camino a Oa. Pre-Crisis, su nave, fue golpeada por radiación del sol amarillo. Gravemente herido y con su nave seriamente dañada, él hace un aterrizaje de emergencia en el planeta habitable más cercano (La Tierra). Debido a sus lesiones, Sur era consciente de que su muerte era inevitable y utiliza su anillo para buscar a un sucesor, un hombre sin miedo. La primera opción era Clark Kent. Ya que él no era nativo de la Tierra, no es escogido. Los próximos candidatos fueron Hal Jordan y Guy Gardner. Como Jordan estaba más cerca, el anillo lo eligió como el sustituto más adecuado, y lo lleva a Sur, quien le da el anillo. Hal probó por primera vez el anillo al levantar una montaña, y luego escondió la nave y a Sur dentro de ella, ya que Sur le dijo que se deshiciera de ellos. Más tarde se muestra que estas eran las montañas de Sierre Madre. Hal se había asegurado de enterrar a Sur en un área casi inaccesible y dejar un pequeño marcador de piedra.
Por un breve tiempo durante la Hora Cero, fue llevado al presente, donde ayuda a los Darkstars en su batalla contra la Entropía. Un Darkstar de la época de Abin, uno con el que está familiarizado, los apoya a todos. Ambos regresan inesperadamente a su propia era al final de la batalla.
En el más allá, Sur es capaz de ayudar a Jordan una vez más cuando Hal entra en el reino del señor de la muerte, Nekron. Jordan está tratando de evitar que Nekron entre al universo viviente y lo destruya. Jordan logra incitar a los espíritus de los miembros fallecidos de los Corps para destruir al dios, lo suficiente para que los Guardianes regresen a Krona y a sus fuerzas y sellen el portal. Después de que el cierre es completado, Sur ayuda a su sucesor para salir del reino, mientras habla sobre lo orgulloso que está de Jordan. Abin Sur más tarde sacrifica su alma para ayudar a La Cosa del Pantano al rescatar a su pequeña hija Tefé Holland del demonio Nergal en el infierno.
El más allá de Abin Sur se ve interrumpido cuando acontecimientos desconocidos lo envían de regreso a la Tierra. Él intenta ayudar al Linterna Verde Kyle Rayner investigando la situación, pero es desgarrado en contra de su voluntad.
Más tarde se revela que una parte de su alma todavía estaba siendo torturada en el infierno, mientras que su espíritu estaba actuando como un compañero de Hal Jordan durante su breve período como el Espectro. Finalmente, él libera a su alma del infierno y ayuda a Hal Jordan en varias aventuras espirituales y dilemas metafísicos. Finalmente, Abin Sur participa en el Descenso Karamm-Jeev, una forma Ungariana de la reencarnación, y renace como Lagzia, hija de los viejos amigos de Sur, Ruch Ehr y Munni Jah.
En algún momento de su vida, Abin engendró a un hijo, Amon Sur, quien creció hasta convertirse en el líder del sindicato del crimen Círculo Negro. Amon está molesto con su difunto padre por haberlo abandonado por los Corps, y decide tomar su enojo en todos los Linternas Verdes. Amon es detenido finalmente por el sucesor de Hal Jordan, Kyle Rayner, y una Guardiana del Universo de segunda generación llamada Lianna. Amon finalmente tiene un enfrentamiento con el propio Hal Jordan, quien había regresado a su posición como Linterna Verde después de haber sido tanto resucitado y liberado de la influencia de Parallax. Hal derrota a Amon, pero este había recibido un duplicado del anillo de Siniestro gracias a los Qwardianos, por lo que se desvanece. Después de que Hal finalmente lleva a casa el cuerpo de Abin y lo entierra, una misteriosa luz amarilla aparece el cielo después de que Hal se va.

### La Profecía
Durante la Guerra de los Sinestro Corps, se revela que Abin descubrió una profecía acerca del Multiverso, Los Poderes del Espectro Emocional, y la Noche Más Oscura antes de su muerte. Linterna Verde: El Origen Secreto revela detalles de la búsqueda de Abin para aprender más acerca de la Noche Más Oscura, interrogando a Las Cinco Inversiones en Ysmault, quienes habían previsto la profecía. Él se entera de que la Tierra es la cuna de El Negro: la antítesis del espectro emocional que la profecía predice que "un día consumirá toda la luz y la vida". Él descubre que la profecía predice su propia muerte, cuando su anillo le falla en su momento de mayor necesidad. Posteriormente viaja a la Tierra en un esfuerzo por aprender más acerca de la Noche Más Oscura, para así detener el cumplimiento de la profecía. Durante su búsqueda, Abin Sur comienza a perder su fe en su fuerza de voluntad y su anillo, y comienza a sentir miedo. Su fuerza de voluntad debilitada hace que su anillo creara construcciones más débiles, permitiendo que su prisionero, Atrocitus, se liberara y lo atacara, haciendo que su nave se estrelle en la Tierra. Abin Sur es gravemente herido en el incidente, llevándolo a dar instrucciones a su anillo para buscar a un sucesor y el anillo elige a Hal Jordan. Su descubrimiento de la profecía de Las Cinco Inversiones fue escrito en el Libro de Oa. Sin embargo, esto se creía que era una mentira de sus enemigos y uno de los Guardianes, más tarde llamado Scar, quemó la página. Solo dos Guardianes, Ganthet y Sayd, así como la tribu Zamaron, tomarían este descubrimiento seriamente.

### La Noche Más Oscura
Durante la La Noche Más Oscura, el final de la profecía se hace realidad. Un anillo de poder negro llega a la tumba de Abin Sur en Ungara y le ordena que ascienda. Un retroceso al pasado de Abin revela que alguna vez tuvo una hermana llamada Arin, quien era la pareja de Siniestro antes de su muerte debido a circunstancias desconocidas. Indigo-1, el líder de la Tribu Indigo también afirmó haberse reunido con Abin antes de su muerte. Abin y Arin, ambos Linternas Negros, llegan a Korugar poco después, listos para enfrentarse a Siniestro y a Hal Jordan. Los dos son derrotados por los esfuerzos combinados de Jordan, Siniestro, Indigo-1, y Carol Ferris, quienes unen sus luces para destruir los anillos negros, haciendo que los cadáveres de Abin y Arin se inerten. Antes de morir, Abin declara que reconoce a Índigo-1. En Blackest Night #5, el juramento de la Tribu Indigo es revelado, e incluye una línea que menciona a una linterna y el nombre de Abin Sur. Debido a que el juramento de la Tribu Indigo se habla en un lenguaje ininteligible, no se conocen más detalles.
Durante la posesión de los Green Lantern Corps causada por Krona, Siniestro y otros poseedores de anillos son atrapados brevemente en el Libro del Negro y experimenta visiones de sus antiguos pre-anillos, con Siniestro encontrándose con una pre-Tribu Índigo-1 encerrado en una prisión y tratando de averiguar dónde la ha encarcelado Abin Sur, pero Siniestro se aleja para concentrarse en su propio escape en lugar de tratar de rescatarla, dejando su historia como un misterio permanente. Más tarde se revela que Abin Sur había descubierto la luz Índigo en el planeta Nok durante una misión, la cual forjó en una batería con la ayuda Natromo, con Abin Sur dándosela a Índigo-1, quien al parecer era su peor enemigo y el responsable de la muerte de su hija, para convertirse en el primer miembro de la Tribu Índigo, y todos los miembros posteriores serían seleccionados por ser los peores psicópatas de sus mundos. Abin Sur hizo esto porque había previsto el peligro de que los Guardianes del Universo supondrían que la "Noche Más Oscura" había pasado, y trató de encontrar una manera de detener a los Guardianes cambiándolos debido a la imposibilidad de matarlos.

### DC Renacimiento
Posteriormente, en DC: Renacimiento, Abin Sur aparece en un mundo desconocido de Emerald Space donde los Green Lantern Corps fueron conmemorativos en el más allá. Cuando Hal Jordan es transportado a Emerald Space después de derrotar a Sinestro en la batalla, Abin Sur se presenta y le explica a Hal que no pertenece a Emerald Space. Cuando Hal está a punto de devolver el universo. Abin Sur luego le dice a Hal que el Green Lantern Corps lo espera para encontrar esperanza.
El planeta natal de Abin Sur, Ungara, ha aparecido durante una historia sobre refugiados. Dos Lanterns, Jessica Cruz y Simon Baz, traen 'Molites' a Ungara, pero no todos son bienvenidos. Simon y Jessica se hacen amigos de varios Ungarans que honran la nobleza de Abin Sur y así no tienen problemas con los Molites.

## Nave Espacial
Se planteó la cuestión de por qué Abin Sur necesitó una nave, pero en la serie Orígenes de Linterna Verde, se afirma que fuera de la paranoia de la profecía de su destrucción, él navegó el cosmos en una nave llena de armas, desconfiando de los poderes de su anillo, ya que la profecía declaró que el anillo le fallaría cuando más lo necesitaba.

### Explicación Pre-Crisis
En la historia de El Primer Linterna Verde de la Tierra, Jordan reveló que él se preguntaba eso y le pidió al anillo que le explicara.
El anillo contó la historia de cómo Abin Sur encontró un mundo que estaba todavía a la mitad de su avance a pesar de que debería haber estado en la era atómica, y descubrió una energía parasitaria en especies que se alimentaban de los seres conscientes con el "Factor-I", una sustancia que permitía la inventiva, atacando civilizaciones y atascaba su desarrollo, ya que no tenían el Factor-I en sí mismos. Sur los capturó para detener su destrucción, colocándolos en una burbuja, pero uno de ellos había escapado, ya que estaba atacando a otro mundo, y se comprometió a liberar a sus hermanos. Para ello, él localizó el planeta de Sur y creó un desastre haciendo que un volcán entrara en erupción para obligarlo a aparecer y detenerlo. Dado que Sur no se ocultó, él ser lo reconoció de inmediato y lo siguió hasta su casa. Como Sur olvidó cargar su anillo antes de ir a dormir, él no pudo evitar que el ser tomara su control.
Con el ser tomando su control y estando a punto de obligarlo a ir a liberar a sus compañeros, Sur engañó al ser, haciéndolo pensar que él no sería capaz de liberarlos debido a que el anillo tendría poca batería después del viaje hacia allá, mientras que en realidad la carga del anillo está puramente basada en el tiempo. El ser decidió hacer que Sur tomara una nave hacia el lugar, pero antes de irse, Sur logró obtener una bodega de su batería de poder invisible sin que la criatura se diera cuenta. En la nave, Sur pilotó la nave y esperó hasta que hasta que se trasladó a un cinturón planetario de radiación verde, el cual permitió que Sur cargara su anillo sin que el ser lo viera. Así, armado, Sur luchó y capturó al ser, enviándolo a la órbita de la misma estrella en la que sus semejantes estaban encarcelados. Sin embargo, durante la lucha, la nave se metió en el cinturón de radiación de la Tierra. Con su anillo inútil, Sur perdió el control de la nave y se estrelló. Mortalmente herido, Sur busca un reemplazo y localiza a Jordan. Jordan se enteró de esto gracias al anillo.
Según Jordan, esta cuenta lo llevó a mantener una identidad secreta como medida de seguridad y para navegar con cuidado alrededor de los cinturones de radiación de la Tierra.

### Explicación Post-Crisis
En la historia "Tigers" de Tales of the Green Lantern Corps Annual #2 (1986), el escritor Alan Moore respondió a la pregunta con una historia de cómo el héroe una vez visitó Ysmault, un planeta prisión para una raza antigua de demonios, el Imperio de las Lágrimas, vencido hace milenios por los Oans. Él estaba en una misión de rescate y sentía que no podía esperar para la instrucción de los Guardianes.
Una vez allí, Abin Sur conoció a un demonio llamado Qull de Las Cinco Inversiones, un humanoide con una boca abierta en el pecho y una cabeza con forma de lengua, crucificado con tres picos brillantes cubiertos con el símbolo de los Green Lantern Corps. Este mesías profano predijo que el héroe iba a morir cuando su anillo de poder se quedaría sin energía en un momento crítico, mientras él estaba luchando contra un adversario o un desprotegido en el alto vacío. Abin Sur, preocupado por esta profecía, comenzó a usar una nave para los viajes interestelares, como una protección adicional.
Una década más tarde, huyendo de su enemigo, su nave chocó con un cinturón de radiación amarillo alrededor de la Tierra que desactivó su nave e hizo inútil a su anillo en unos instantes. Él se dio cuenta de que si hubiera confiado en su anillo, podría haber probado la magnetosfera del planeta antes de que entrara precipitadamente. Así, mientras que Legión pudo haberlo lastimado, se podría argumentar que en realidad era Qull el responsable de su muerte, después de haber sembrado las semillas de la duda en la mente del Linterna Verde.

### Linterna Verde: El Origen Secreto
En el arco de El Origen Secreto (Linterna Verde volumen 4), el destino final de Abin Sur fue alterado de nuevo para incorporar elementos de la impureza de Parallax. Aun así obligado a usar una nave espacial debido a su creciente temor de una muerte inminente, Abin Sur muere mientras escoltaba a Atrocitus, otro prisionero de El Imperio de las Lágrimas, a la Tierra en su búsqueda de Energías Negras predichas para la Noche Más Oscura. Atrocitus consigue liberarse con éxito y Abin Sur se queda para elegir entre un aterrizaje de emergencia en Coast City, o un mayor riesgo en el desierto cercano. Abin Sur elige el sacrificio, y aterriza en el desierto. Él muere por sus heridas después de la advertencia de Sinestro, siendo un leal Linterna Verde en el momento, y de la designación de Hal Jordan como sucesor.

## Otras versiones

### Sindicato del Crimen
En el universo de Sindicato del Crimen, el anillo de Abin Sur albergaba a la malévola y antigua entidad Volthoom. Cuando Abin se estrelló contra la Tierra, el anillo eligió a un conserje cobarde empleado por Carol Ferris.

### Tierra Uno
El cadáver de Abin Sur es descubierto en el cinturón de asteroides por el astronauta convertido en minero Hal Jordan, junto con su Ring and Battery, así como un Manhunter desactivado. Presuntamente, Lantern fue asesinado en la purga inicial del Green Lantern Corps por parte de los Manhunters.

### Flashpoint
En la línea del tiempo alternativa del evento Flashpoint, Abin Sur sigue siendo el Linterna Verde del Sector 2814. Ya que la Noche Más Oscura cae en el universo, Abin Sur es enviado a la Tierra por los Guardianes del Universo con la misión de recuperar la Entidad Linterna Blanca y regresarla a Oa. Al llegar al planeta Tierra, la nave de Abin Sur es dañada por un rayo láser y se ve obligado a aterrizar. Él sobrevive y es visto por Hal Jordan, pero posteriormente es tomado en custodia por Cyborg y el gobierno de Estados Unidos para ser interrogado sobre los motivos de su estancia en la Tierra. A pesar de que se compromete a trabajar con los héroes de la Tierra, él posteriormente es atacado por Sinestro, quien revela que él ha aprendido de la profecía "Flashpoint", el momento cuando todo cambia y el mundo original que existía antes de éste, durante el cual se reveló que el planeta de Abin Sur ha sido destruido en esta realidad. Buscando el poder de Flash para poder restaurar la historia de acuerdo con su propia visión en lugar de otra, Sinestro corta la mano de Abin, cortando su conexión con su anillo. Luego, el anillo vuela hacia la otra mano de Abin, y logra derrotar y encarcelar a Sinestro. Los Guardianes luego se ponen en contacto con Abin, exigiendo que les traiga la Entidad y negándose a escuchar la charla de Sinestro sobre "el Flashpoint". Luego descargan a Abin del Cuerpo y le dicen que el anillo encontrará un nuevo portador cuando se quede sin energía. Abin se une a la batalla en Europa y, cuando comienza un terremoto cataclísmico, se sumerge en la grieta, justo antes de que su anillo se quede sin energía. Luego, la Entidad se une a Abin, y él ve una visión de su hermana, diciéndole que experimente verdaderamente la vida, en lugar de solo vivirla. Abin luego vuela al espacio e intenta curar el daño causado a la Tierra. Esta versión de Abin aparece en el cruce de Convergencia, creyendo incorrectamente que Flashpoint Gotham está en peligro por otro Superman.

### En Darkest Knight
En este universo alternativo, Bruce Wayne, inseguro y confundido sobre la misión de vigilancia que ha elegido, es elegido como el sucesor de Abin Sur. Recibe el anillo momentos antes de que Abin fallezca debido a las heridas infligidas por su nave espacial.

### Sociedad de Superhéroes
En una Tierra alternativa justo después de la Segunda Guerra Mundial, Abin Sur ayuda en una guerra contra el ejército interdimensional de Vándalo Salvaje. Este Abin tenía cuernos, lo que lo hacía parecer el arquetipo clásico de Satanás, un hecho del que es muy consciente. Luego se le pide que proteja a todo el multiverso contra un ejército cósmico enloquecido. Asistidos por docenas de otros héroes, logran forzar un punto muerto. Este Abin continúa con su heroísmo al unirse al equipo interdimensional llamado 'Justicia Encarnada'.

### Superman: Hijo Rojo
En Superman: Hijo Rojo, la nave de Sur fue el ovni que se estrelló en Roswell. Sur murió poco después del accidente, y se menciona que J. Edgar Hoover hizo que Sur y su nave se escondieran en el Área 51. En 1978, John F. Kennedy se encarga de que a Lex Luthor le permitieran examinar los restos para desarrollar armas y utilizarlas en contra de Superman, en este contexto el gobernante de la Unión Soviética.

### Superman: Último Hijo de la Tierra
En la historia Superman: Último Hijo de la Tierra, Abin Sur no pudo proteger a la Tierra de un meteorito que casi destruyó el planeta, dando como consecuencia la muerte de millones de personas, debido a que él estaba preocupado por otro conflicto en otras partes de su sector. Luego es visto hacia el final de la novela recogiendo el Anillo de Poder Verde y la Batería de Clark Kent debido a la renuncia de este último de los Corps.

### Superman / Batman: Poder Absoluto
En Superman / Batman: Poder Absoluto, el anillo de Sur se pasa al Tío Sam cuando Wonder Woman intenta forjar una resistencia contra la dictadura de Superman y Batman.

### Lo mejor del mundo
En Elseworld's Finest: Supergirl & Batgirl, un mundo sin protectores masculinos de Gotham o Metropolis, Abin ha sido miembro de la Sociedad de la Justicia durante mucho tiempo. Se vincula estrechamente con Supergirl, ya que Abin había visitado Krypton muchas veces y ella atesora sus recuerdos de su planeta natal perdido hace mucho tiempo.

## En otros medios

### Televisión
- Abin Sur apareció en Súper Amigos: El Legendario Programa de los Súper Poderosos en el episodio "Los Orígenes Secretos de los Súper Amigos", con la voz de Dick Ryal.
- Abin Sur fue presentado en Superman: La Serie Animada en el episodio "En el Días Más Brillante", con la voz de Peter Mark Richman. En el episodio, Abin Sur se usa para el origen de la Linterna Verde de Kyle de la misma manera que se usó para el de Hal Jordan. Abin lucha con Sinestro, que está cazando Linternas Verdes y robando sus anillos. Él estrella su nave espacial en la Tierra y envía su anillo para encontrar un reemplazo adecuado justo antes de su muerte cuando Sinestro alcanza a Abin Sur.
- Recientemente apareció en Robot Chicken DC Universe Special, donde fue destrozado por un oso.
- Abin Sur aparece en Teen Titans Go! episodio "Orangins".

### Películas

#### Acción en vivo
- Abin Sur es interpretado por Temuera Morrison en la película de acción real Linterna Verde.[39] Él aterriza en la Tierra en una nave, aquí representada como una cápsula de escape de una nave masiva que estaba usando para rastrear la destrucción causada por la entidad que resultó ser Parallax, que había derrotado una vez antes, y evacuar las poblaciones de sus planetas objetivo. Después de ser herido de muerte por Parallax, se estrella en la Tierra y le pasa su anillo a Hal Jordan, a quien el anillo eligió como su sucesor, antes de morir. Hector Hammond, un profesor de xenobiología cuyo padre senador está involucrado con la agencia gubernamental, descubre su cuerpo y realiza una autopsia.que descubrió el cuerpo Luego, Hammond se infecta por una cadena de ADN de Parallax que queda en la herida de Sur. Después de que Hal Jordan derrota a Parallax, Sinestro señala que Jordan es impertinente, imprudente, volátil y obstinado, y observa con diversión que el anillo de Abin eligió a un sucesor muy parecido a él.

#### Animación
- Abin Sur aparece en la película animada Justice League: The New Frontier, con la voz de Corey Burton. En la película, se ve atrapado en la explosión de una nave espacial estadounidense "Flying Cloud" que viaja a Marte (que, irónicamente, fue copilotada por Jordan, junto con Rick Flag, quien tenía la orden de detonar C-4 y le da su anillo a Hal Jordan antes de morir.
- Abin Sur aparece en la película de Warner Premiere Green Lantern: First Flight, con la voz de Richard McGonagle. La película proporciona más antecedentes que cualquiera de sus apariciones animadas anteriores. Los Guardianes lo enviaron en una investigación encubierta sobre Kanjar Ro, quien logró localizar y robar un elemento amarillo. Sin embargo, fue descubierto por uno de sus lacayos y herido de muerte. Herido, se vio obligado a robar una nave que posteriormente se estrella en la Tierra, donde encuentra a Hal Jordan a quien le pasa el anillo antes de morir. Su apariencia aquí se modifica para hacerlo parecer más extraño, con varios apéndices en forma de cuerno unidos a su rostro y solo cuatro dígitos en cada mano.
- Abin Sur aparece en la película antológica Green Lantern: Emerald Knights, con la voz de Arnold Vosloo. Su historia aquí es una adaptación suelta de "Tygers" de Alan Moore y Kevin O'Neil, y presenta a Sinestro y Atrocitus. Su aparición aquí es más tradicional que en la película First Flight.
- Abin Sur aparece brevemente en la película animada Justice League: The Flashpoint Paradox, que sigue una versión similar, pero diferente de los cómics Flashpoint. Después de que The Flash cambia inadvertidamente la línea de tiempo, Abin Sur nunca logra pasar su anillo a Hal Jordan. En cambio, su cuerpo y nave espacial son recuperados por el gobierno de los Estados Unidos. Durante la guerra entre Atlantis y Themyscira, Hal es testigo del cadáver de Abin Sur después de que se le encomendó la tarea de pilotar su nave espacial y usarla para lanzar una bomba nuclear sobre el ejército atlante.

### Videojuegos
- Abin Sur se menciona en Lego Batman 3: Beyond Gotham en el nivel "Jailhouse Nok", donde Martian Manhunter menciona que Abin Sur fue el fundador de Indigo Tribe. También aparecen estatuas de él sosteniendo una batería de Indigo Lantern.
- Abin Sur se menciona en Injustice 2 durante las batallas entre Hal Jordan y Atrocitus, siendo este último el responsable de su muerte.

### Juguetes
Mattel produjo una figura de Abin Sur en un paquete de dos de su línea DC Universe Classics, acompañada de una figura de Green Lantern Hal Jordan. También había una figura de Black Lantern Abin Sur empaquetada individualmente más adelante. Abin Sur también formó parte de la línea de figuras de acción basada en la película de acción real.